# Carin Jämtin
Carin Jämtin (ur. 3 sierpnia 1964 w Sztokholmie) – szwedzka polityk, działaczka partyjna, parlamentarzystka, w latach 2003–2006 minister w rządzie Görana Perssona.

## Życiorys
Krótko kształciła się na Uniwersytecie Sztokholmskim, nie kończąc żadnych studiów. Zaangażowała się w działalność młodzieżówki Szwedzkiej Socjaldemokratycznej Partii Robotniczej. Była krajowym skarbnikiem i sekretarzem Ligi Młodych Szwedzkiej Socjaldemokracji. W 1999 objęła stanowisko zastępczyni sekretarza generalnego w Międzynarodowym Centrum Olofa Palmego.
W październiku 2003 objęła stanowisko ministra rozwoju i współpracy międzynarodowej w rządzie premiera Görana Perssona. Zajmowała je do października 2006, odchodząc z urzędu wraz z całym gabinetem. Po rezygnacji w marcu 2006 Laili Freivalds ze stanowiska ministra spraw zagranicznych tymczasowo powierzono jej dodatkowo tę funkcję, pełniła ją do kwietnia tegoż roku, gdy nowym ministrem został Jan Eliasson.
W 2006 po raz pierwszy uzyskała mandat posłanki do Riksdagu, z powodzeniem ubiegała się o reelekcję w 2010 i 2014. Również w 2006 została przewodniczącą opozycji w radzie miejskiej Sztokholmu. W marcu 2011 nadzwyczajny kongres socjaldemokratów wybrał ją na sekretarza generalnego partii. Decyzję tę potwierdził zwyczajny kongres SAP w kwietniu 2013. Zrezygnowała z tej funkcji w 2016. W następnym roku objęła stanowisko dyrektora generalnego Szwedzkiej Agencji Międzynarodowej Współpracy Rozwojowej (SIDA). W 2023 została gubernatorem regionu Västernorrland.